# Kongen (Halvorsen)
Kongen (vertaald: de koning) was een samenwerking tussen Bjørnstjerne Bjørnson en Johan Halvorsen. Bjørnson had in 1877 een toneelstuk geschreven dat in 1902 nog geen uitvoering had gehad in het Nationaal Theater van Kristiania. Het was een zeer langdurig en qua personele bezetting groot toneelstuk, dat kennelijk te veel van het goede was. De geplande uitvoeringen in september 1902 gingen niet door. Halvorsen had voor die uitvoeringen muziek gecomponeerd, die dermate veel indruk op Bjørnson had gemaakt dat hij toneelstuk en muziek aan elkaar verbond. Het annuleren van het toneelstuk had gevolgen voor de muziek, die werd dus ook niet uitgevoerd. Delen van de muziek werden gedurende de jaren als losse werkjes uitgevoerd.
Halvorsen zat daar kennelijk niet mee. Hij haalde in 1917 uit de totale muziek een suite voor orkest. De originele partituur was ook nog geschreven voor solisten en koor, deze verdwenen in het geheel. Er bleven drie instrumentale delen over:
1. Symfonisch intermezzo in d mineur in moderato assai
2. Hyrdepigernes dans (Dans van de herderinnen) in A majeur in allegretto
3. Elegie en andante in C majeur con moto

De delen 1 en 2 waren daarvoor ook al als losstaand uitgevoerd, de Elegie kwam er als laatste bij. Achteraf beschouwde Halvorsen uitgerekend dit werk als zijn een van zijn beste. 
De suite is geschreven voor:
- 2 dwarsfluiten/piccolo, 2 hobo’s, 2 klarinetten,  2 fagotten
- 4 hoorns, 2 trompetten, 3 trombones, 1 tuba
- pauken, 1 man/vrouw percussie, 1 harp
- violen, altviolen, celli, contrabassen

## Discografie
- Uitgave Simax: Terje Mikkelsen gaf leiding aan het Symfonieorkest van Letland in 1998